# 薛貴 (明朝)
薛貴（？—1430年），本名脫火赤，薛台的儿子，薛斌之弟，蒙古族，明朝軍事將領，安順侯。
洪武时，随父亲归附明朝。建文元年（1399年），靖難之役時，薛貴以舍人從燕王朱棣起兵，屢次幫助朱棣脫險。積官都指揮使。永乐八年（1410年），隨後跟從明成祖北伐，攻打东蒙古阿鲁台、本雅失里，進都督僉事。永樂二十年（1422年），封安順伯，祿九百石。宣德元年（1426年）進侯，加祿三百石，予世券。死後，贈濱國公，謚忠勇。